# Gründungs- und Unternehmenszentrum ZukunftsZentrumZollverein - Triple Z

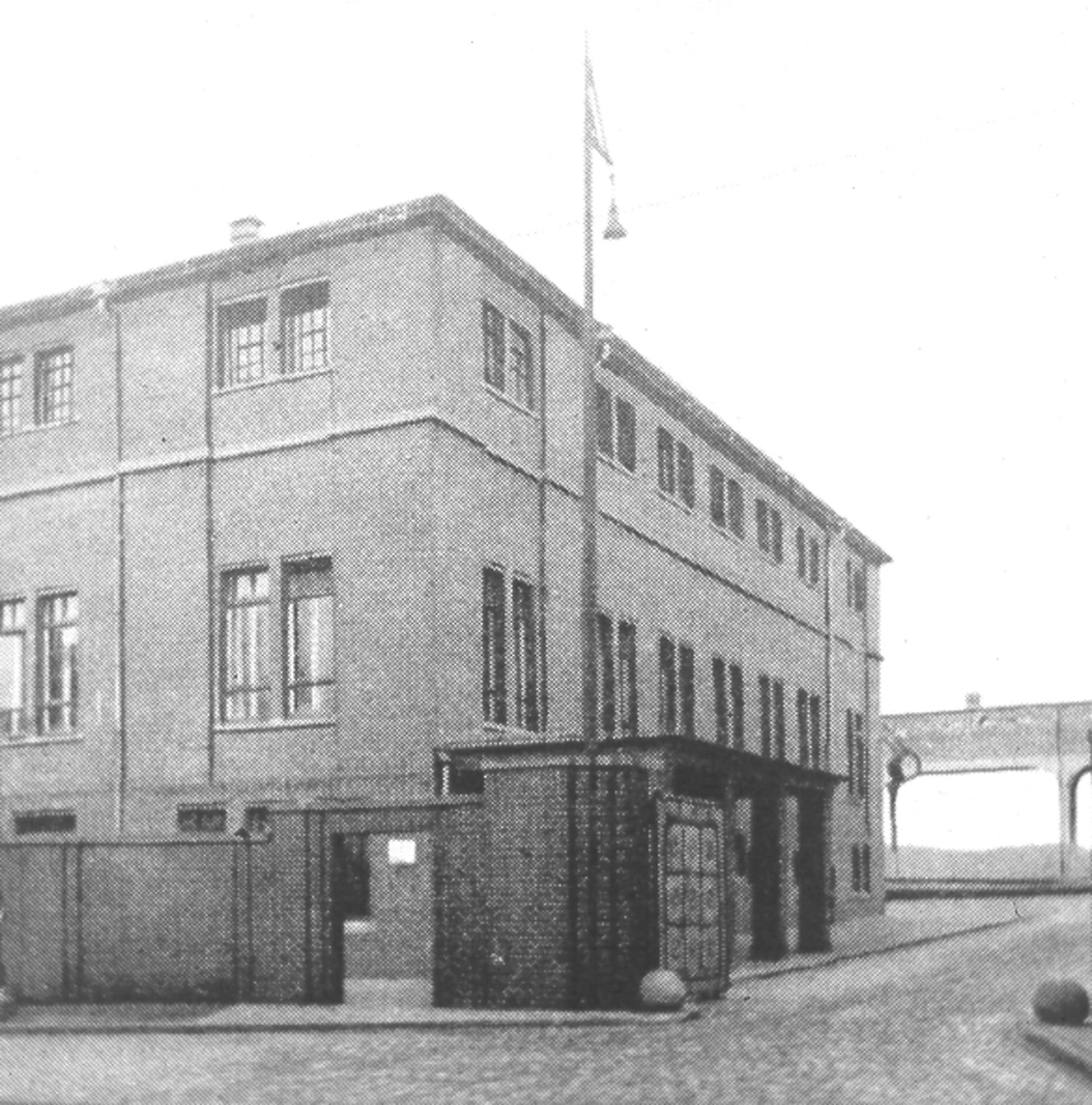
Das Verwaltungsgebäude zur Zechenzeit (1920)

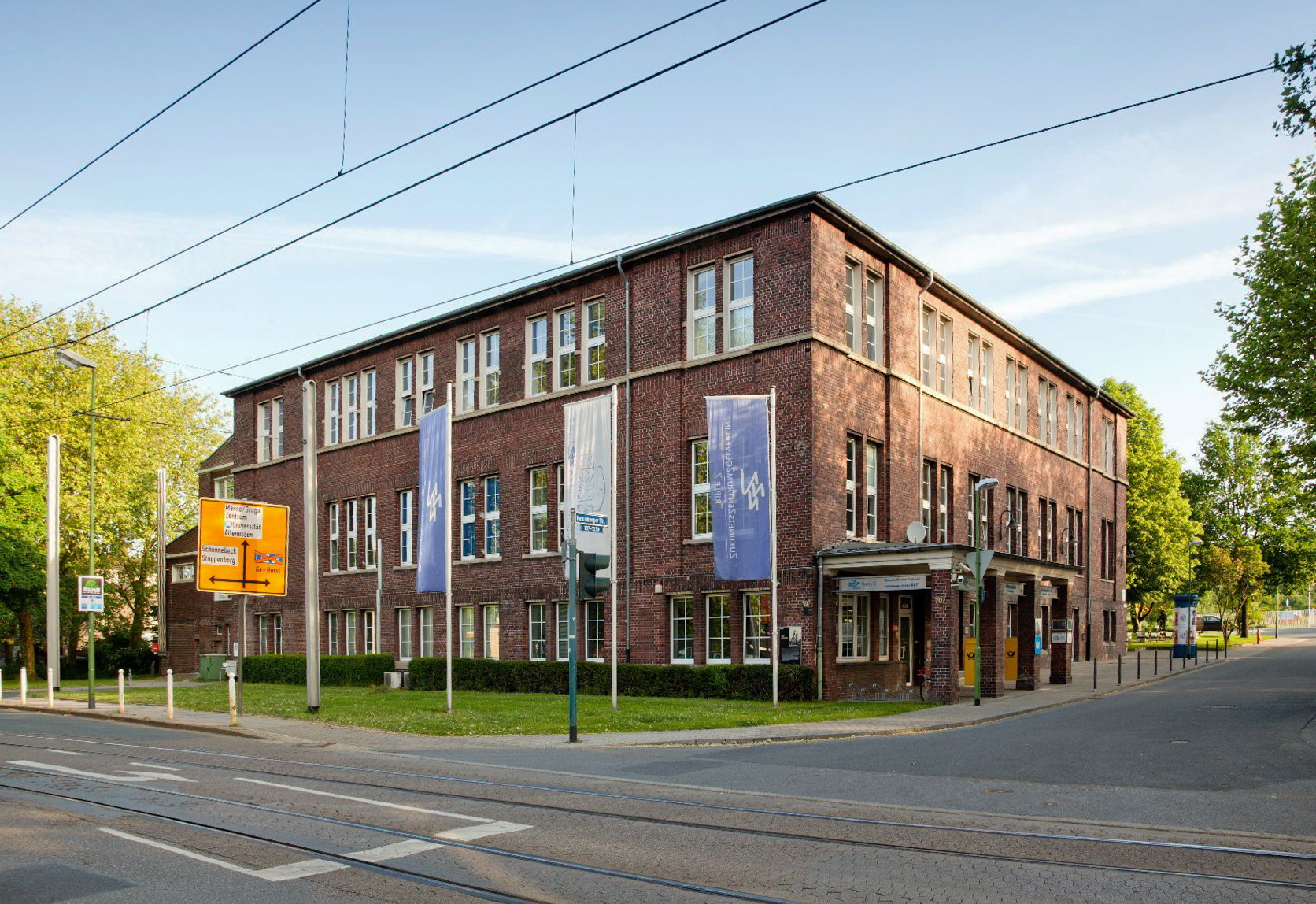
Das Verwaltungsgebäude des Triple Z heute (Gebäude 1)

Das Gründungs- und Unternehmenszentrum Triple Z liegt in Essen-Katernberg auf dem Gelände der ehemaligen Schachtanlage 4/5/11 der Zeche Zollverein. Nach der Gründung des Triple Z im Jahr 1996 wurden die Gebäude der Zechenanlage saniert. Heute arbeiten in den Büros und Produktionshallen über 90 Unternehmer mit rund 600 Mitarbeitern.
Betreibergesellschaft des Zentrums ist die „ZukunftsZentrumZollverein Aktiengesellschaft zur Förderung von Existenzgründungen“ (kurz: Triple Z AG).

## Lage
Das Triple Z liegt im Nordosten der Stadt Essen (Stadtteil Katernberg) an der Katernberger Straße 107. Das Gründungs- und Unternehmenszentrum erstreckt sich auf einer Fläche von rund 26.000 m² und befindet sich zu einem kleinen Teil auch auf Gelsenkirchener Stadtgebiet. Zum 14. Juni 2015 wurde die nahegelegene Straßenbahnhaltestelle von Nienhuser Busch in Triple Z umbenannt.

## Geschichte

### Zechensterben und „Essener Konsens“
Der Stadtteil Katernberg litt in den 80er und 90er Jahren besonders unter dem wirtschaftlichen Strukturwandel des Ruhrgebiets. Das Zechen- und Kokereisterben kostete allein dort mehr als 10.000 Arbeitsplätze und führte zu erheblichen sozialen Problemen. Auf dem Gelände der Zeche Zollverein hinterließ der Bergbau großflächige Industriebrachen.
Um Konzepte zum Abbau der Arbeitslosigkeit zu schaffen, entstand Anfang der 1990er Jahre das Bündnis „Essener Konsens“. Das informelle Netzwerk von Verantwortungsträgern aus Politik, Wirtschaft und Verwaltung entwickelte 1995 die Idee für ein Zentrum zur Förderung von Existenzgründungen, um die Arbeitslosigkeit zu bekämpfen. Als Standort wurden die leerstehenden Gebäude der ehemaligen Schachtanlage 4/5/11 gewählt.

### Gründung der Triple Z AG
1996 kaufte die Stadt Essen das Gelände der ehemaligen Schachtanlage. Als Betreibergesellschaft des Zentrums wurde im November die Triple Z AG (Aktiengesellschaft zur Förderung von Existenzgründungen) gegründet. Die Gründungsaktionäre waren das Bfz – Berufsförderungszentrum Essen e. V. (heute Bfz-Essen GmbH), die Stadtwerke Essen AG, die ETEC GmbH (Essener Technologie- und Entwicklungszentrum), die EWG–Essener Wirtschaftsförderungsgesellschaft mbH und die s‘Beteiligungsgesellschaft mbH der Sparkasse Essen. Sie zeichneten das Gründungskapital der Aktiengesellschaft in Höhe von damals 120.000 DM.

### Sanierung der Zechengebäude

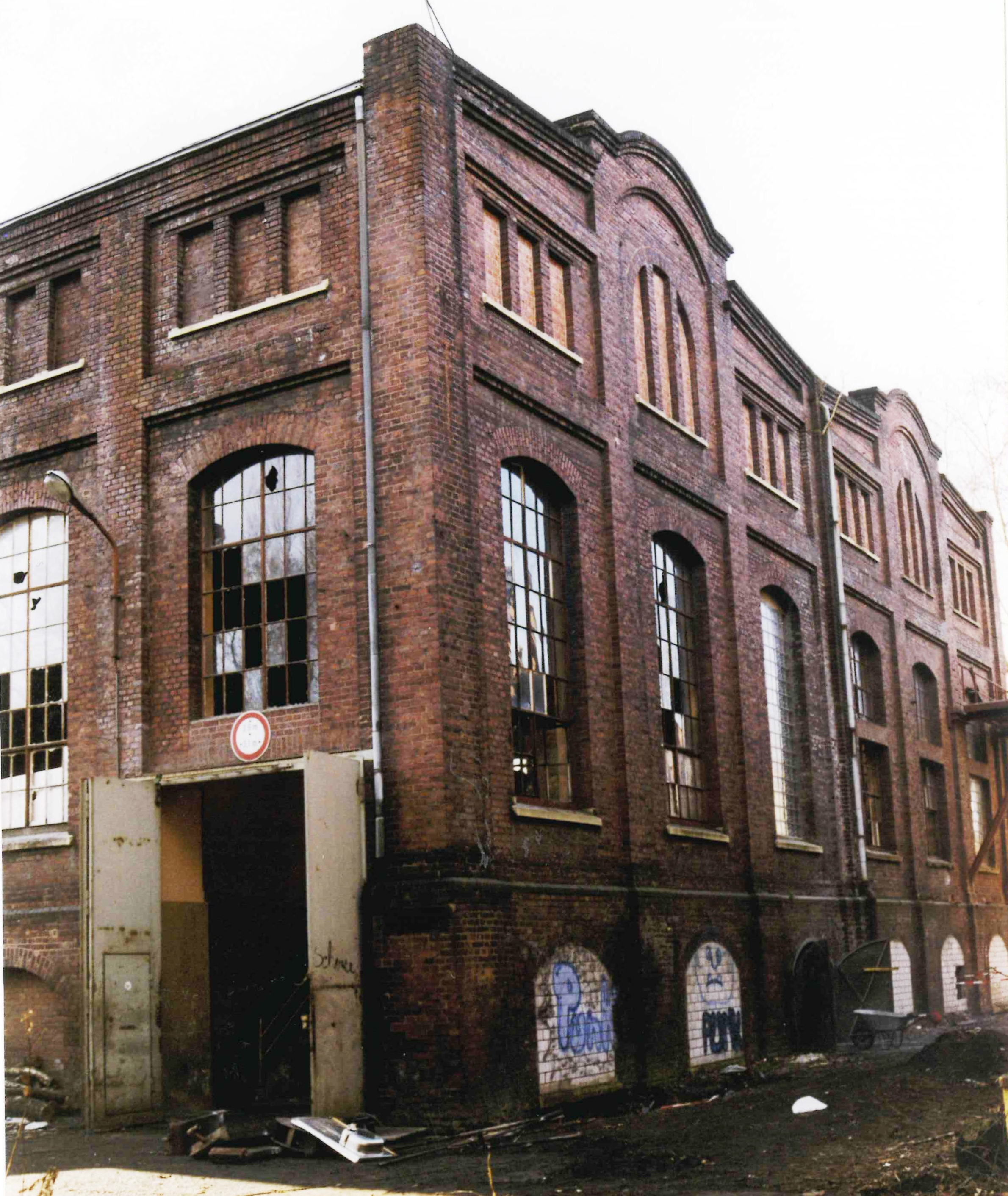
Das Prüfstand-Gebäude 1998

103 Jahre nach Beginn der Kohleförderung am Schacht 4/5/11 der Zeche Zollverein, zog 1996 das Triple Z-Management in die Gebäude. Damit wurde das Triple Z zum dritten Nutzer der Anlage. Zuvor war dort nach der endgültigen Stilllegung der Zeche die Ausbildungswerkstatt der Ruhrkohle AG untergebracht. Als das Triple Z-Management einzog, waren die zehn Gebäude stark sanierungsbedürftig. Sie waren von allen Versorgungsleitungen abgeschnitten, durch Dächer und Fenster drang Regen ein, an einzelnen Gebäuden gab es Schäden durch Vandalismus.
Als Projekt in einem Stadtteil mit besonderem Erneuerungsbedarf bekam das Triple Z Fördermittel vom Land NRW und der EU in Höhe von rund 10 Millionen Euro. Das Gründungs- und Unternehmenszentrum wurde in vier Bauabschnitten saniert. Die Arbeiten begannen am Verwaltungsgebäude der Zeche, dem heutigen Gebäude 1: Bis 1998 entstanden dort auf 2000 m² kleinere und größere Büros. Die ehemalige Lohnhalle der Zeche, wo die Bergleute ihr Gehalt bekamen, wurde aufwendig renoviert. Heute ist dort ein Bistro untergebracht. Die Bauabschnitte zwei und drei wurden 1999 und 2002 fertig; die vermietbare Büro- und Gewerbefläche vergrößerte sich dadurch um rund 8000 m².
Durch die Fertigstellung des letzten Bauabschnittes, die Sanierung des Prüfstand-Gebäudes, entstanden noch einmal 23 Büroräume auf 1000 m² Fläche. Zur Zechenzeit wurden in dem Prüfstand-Gebäude Bauteile vor ihrer Verwendung unter Tage auf Stabilität geprüft.

### Ansiedlung von Unternehmen
Im März 1997 zog der erste Unternehmer ins Zentrum ein. Weitere Vermietungen folgten, sobald Mieteinheiten fertiggestellt waren. Insgesamt zogen nach dem Abschluss des ersten Bauabschnittes 14 Firmen in das Triple Z. Ein Jahr später boten diese Unternehmen rund 40 Arbeitsplätze. Bis zum Ende des Jahres 2005 stieg die Vermietungsquote auf 94 %. Heute sind im Schnitt 99 % der Büros und Produktionsflächen vermietet.

## Ziele

### Wirtschaftsförderung

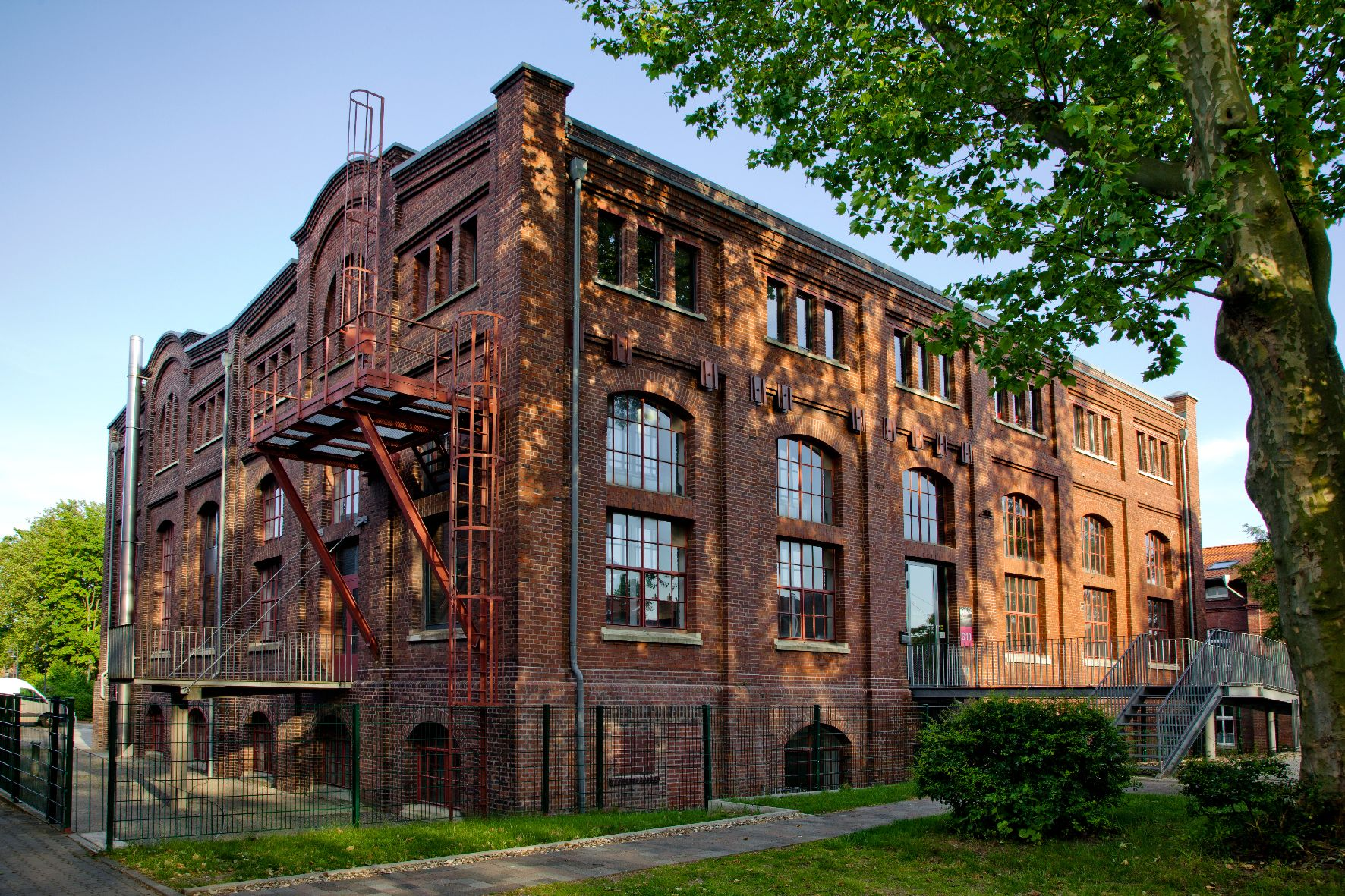
Das sanierte Prüfstand-Gebäude 2011 (Gebäude 10 des Triple Z)

Ziel des Triple Z ist die Förderung von Existenzgründungen, um die Entstehung von Arbeitsplätzen zu begünstigen. In der Satzung heißt es: „Gegenstand des Unternehmens ist die Förderung der Wirtschaftsstruktur des vom Rückgang des Bergbaus besonders betroffenen Stadtteils Essen-Katernberg durch Unterstützung kleiner Unternehmen, insbesondere Existenzgründungen.“ Die Büroräume und Produktionsflächen sollen dazu zu angemessenen Preisen angeboten werden, die Unternehmer sollen beim Marketing ihrer Produkte und Dienstleistungen unterstützt werden. Vor der Existenzgründung bietet das Triple Z Beratung an.
Weiteres in der Satzung fest gehaltenes Ziel ist die Stadtteilentwicklung. Essen-Katernberg soll von den angesiedelten Unternehmen profitieren, die z. B. Gastronomie und Hotellerie nutzen.

### Tragfähigkeit

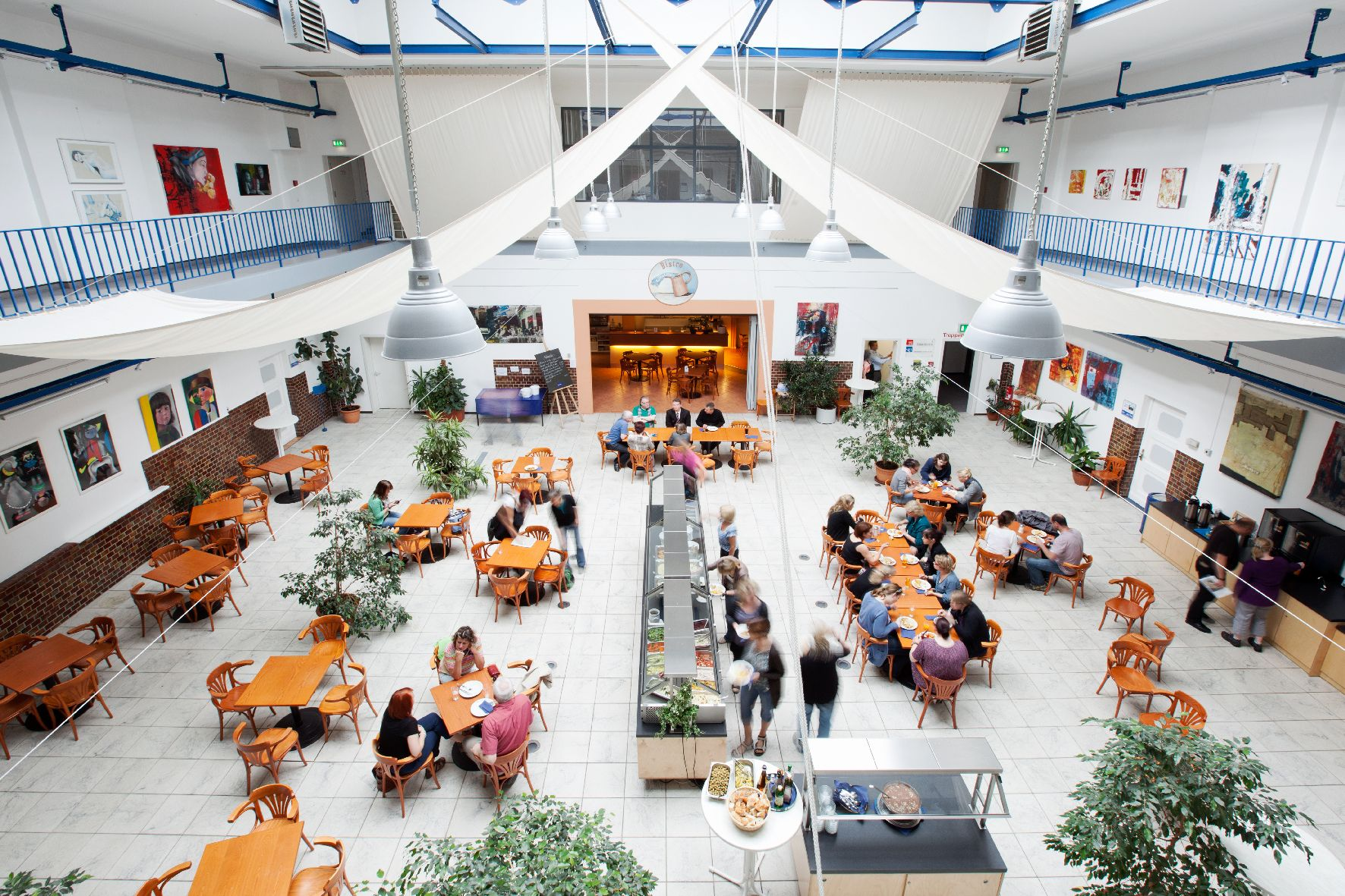
Die ehemalige Lohnhalle (Gebäude 1) heute

Das Betriebskonzept des Triple Z sieht die wirtschaftliche Tragfähigkeit des Zentrums vor, das ohne laufende öffentliche Fördermittel auskommen soll. Im Jahr 1998 erwirtschaftete die Triple Z AG erstmals einen Jahresüberschuss, der bei rund 10.000 Euro lag. Seitdem schreibt das Gründungs- und Unternehmenszentrum im operativen Geschäft schwarze Zahlen. Im Geschäftsjahr 2017 lag der Jahresüberschuss bei rund 30.000 Euro.
Die Aktionäre der Triple Z AG haben sich bisher immer dafür ausgesprochen, die Dividende nicht auszuschütten, sondern in die Förderung von Existenzgründungen und den Ausbau des Zentrums zu investieren. Die Triple-Z-Aktie wird daher als "Förderaktie" und nicht als Kapitalanlage verstanden.

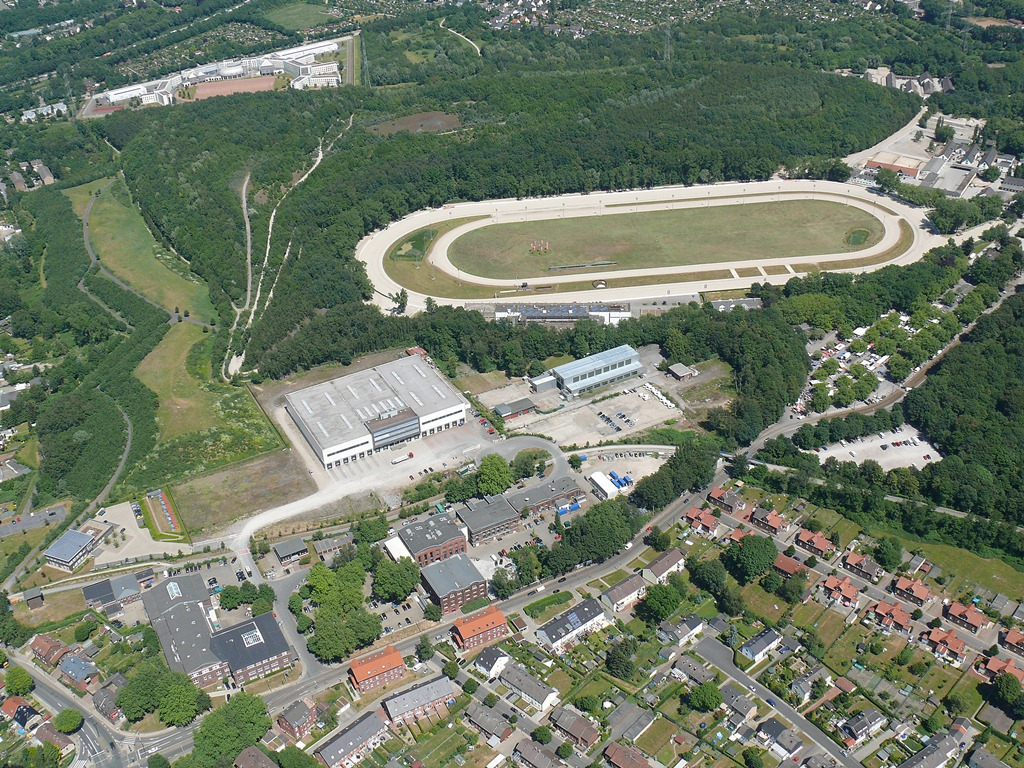
Luftbild des Triple Z 2011 (mit Markierungen)

### Branchenmix
Im Zentrum sind Betriebe unterschiedlicher Sparten angesiedelt, zum Beispiel Handwerksbetriebe, Ingenieurbüros, Designer, IT-Fachleute, Werbe- und Kommunikationsagenturen, Unternehmensberater und Fortbildungseinrichtungen. Durch den Branchenmix sollen Kooperationen unter einzelnen Unternehmern begünstigt und die Gefahr monostruktureller Wirtschaftskrisen begrenzt werden.

## Aktionäre, Vorstand und Aufsichtsrat
Die Triple Z AG hat rund 1500 Aktionäre (Stand 2013), die Aktie wird zu einem Verkaufspreis von 15,36 € je Stück angeboten. Zu den prominenten Aktionären gehören der ehemalige Bundeskanzler Gerhard Schröder und andere Politiker wie Hannelore Kraft und Peer Steinbrück.
Die Geschäfte der Triple Z AG führt der Vorstand, bestehend aus Stefan Kaul (Vorstandsvorsitzender und zugleich Zentrumsleiter), Kai Bonnen, Yvonne Golm und Clemens Stoffers.
Vorsitzender des Aufsichtsrates ist Tobias Frick.

## Auszeichnungen
- „Nachhaltige Stadtentwicklungsprojekte“, Gewinner im Wettbewerb des NRW-Ministeriums für Stadtentwicklung (1999)
- „Agenda 21 NRW Best-Practice-Beispiel“, Auszeichnung durch die NRW-Landesregierung (2003)